# Reflektor (Literatur)
Der Reflektor oder auch die Reflektorfigur ist eine Form des Erzählers bzw. der Erzählerfigur. Der literaturtheoretische Terminus wird von der Literaturwissenschaft zur Analyse des Erzählverhaltens in epischen bzw. narrativen Werken wie Romanen, Erzählungen oder Kurzgeschichten verwendet. Der Begriff wurde von dem österreichischen Anglisten und Erzähltheoretiker Franz K. Stanzel eingeführt, um in dem von ihm entwickelten typologischen Modell der Erzählsituationen die Erzählperspektive des personalen Erzählers genauer zu charakterisieren.
In der personalen Erzählsituation wird nicht im klassischen Sinne erzählt. Der unpersönliche Erzähler steht dort außerhalb der narrativen Figurenwelt und trägt für den Leser an keiner Stelle persönliche Züge, ist also als Erzählfigur im Text nicht direkt identifizierbar bzw. beobachtbar: Eine Erzählung oder ein Roman ist demgemäß nach Stanzel in dieser Erzählperspektive eigentlich „erzählerlos“. Zur Darstellung aus dem Geschehen hinaus bedarf es dagegen  eines Reflektors, d. h. einer vom Autor ausgewählten Figur in der fiktiven Geschehenswelt, durch deren sinnliche Wahrnehmungen, Emotionen, Affekte, Assoziationen, Gedanken oder Bewusstsein der Leser die Erzählwelt bzw. das fiktionale Geschehen unmittelbar miterlebt. Dabei wird für den Leser der Anschein von Objektivität, Authentizität und Direktheit erzeugt, weil Erzählerkommentare oder ein sonstiges Eingreifen des Erzählers nicht vorkommen.
Dementsprechend bezeichnet der Reflektormodus zugleich eine Einschränkung des Wahrnehmungsfeldes, vor allem im Hinblick auf die äußeren Wahrnehmungen. Der Reflektor registriert das Geschehen bzw. Dargestellte im Augenblick des Erlebens durch diese Erzählfigur; es ist für ihn dabei häufig oder sogar meistens unüberschaubar; sein Sinn ist, wie Stanzel das Darstellungsverhalten des Reflektors an einer Stelle beschreibt, „oft problematisch“. Der Reflektor registriert das narrative Geschehen bzw. die epische Geschehenswelt im Augenblick des Erlebnisses durch eine der Erzählfiguren, „in deren Bewußtsein sich das Geschehen gleichsam spiegelt.“ Damit wird diese Figur im Roman oder in der Erzählung in gewisser Weise nach Stanzel zur „persona“, d. h. zur Rollenmaske, die der Leser anlegt. Es entsteht so „die Illusion der Unmittelbarkeit, mit welcher das dargestellte Geschehen zur Vorstellung des Lesers wird.“
Im Gegensatz zur Reflektorfigur bietet eine Erzählerfigur dem Leser eine einsehbare Motivation für den Selektionsprozess im Erzählvorgang: der Erzähler verbürgt durch die Anwesenheit seiner Person im Erzählakt für die Vollständigkeit der dargestellten Informationen im Hinblick auf das Verständnis der Geschichte. Bei einer Reflektorfigur werden dagegen Erzählvorgang und Motivation zur Auswahl des Dargebotenen nicht thematisiert; damit „wird dem Leser auch jede explizite Information über die Kriterien der Selektion des Dargestellten vorenthalten. Die Selektion ergibt sich hier primär aus der Perspektive der Darstellung.“
Wie Stanzel weiterhin darlegt, wird durch die „meist scharf fokussierte Perspektive einer Reflektorfigur“ ein „Sektor aus der fiktionalen Wirklichkeit herausgelöst und in der Darstellung so ausgeleuchtet, daß [sic] alle für die Reflektorfigur wichtigen Einzelheiten erkennbar werden.“ Außerhalb dieses Sektor herrscht jedoch Dunkelheit und Ungewissheit sowie eine große „Unbestimmtheitsstelle, die nur da und dort durch Rückschlüsse des Lesers aus dem ausgeleuchteten Sektor aufgehellt werden kann.“ So fehlt bei dem Darstellungsmodus der Reflektorfigur eine Erzählinstanz, die dem Leser Auskunft darüber geben könnte, ob es außerhalb des durch die Wahrnehmung der Reflektorfigur erhellten Sektors der fiktionalen Wirklichkeit noch etwas gibt, das für das dargestellte Geschehen von Bedeutung sein könnte. Der Leser ist somit in dieser Hinsicht völlig der Reflektorfigur und ihrem prinzipiell beschränkten Wissens- und Erfahrungshorizont „ausgeliefert“.
Nach Stanzel ist der Reflektormodus in der personalen Erzählform erst ab der zweiten Hälfte des 19. Jahrhunderts hervorgetreten, hat dann aber vor allem in der Geschichte des Romans eine große Bedeutung erlangt. Stanzel zufolge haben im Wesentlichen drei Dinge zu der Entwicklung dieser Erzählweise in der narrativen Literatur beigetragen: „ein philosophisches Prinzip (die Forderung nach Objektivität); eine erzähltechnische Neuerung (die strenge und konsequente Einhaltung einer bestimmten Perspektive) und ein neues Thema (das Bewußtsein und Unterbewußtsein [sic] des Menschen).“ Der Reflektor spiegelt dabei „den äußerlichen Rückzug des Autors, d. h. der Gestalt des auktorialen Erzählers - als Schöpfer der Charaktere“ und bedeutet insbesondere im Roman gleichermaßen eine „Dramatisierung“.